# Free Russia Forum
Le Free Russia Forum ou Forum Russie libre (FRF ou FSR ; russe : Форум свободной России; ФСР ; Forum svobodnoy Rossii, FSR) est une conférence biannuelle organisée par et pour l'opposition russe. Elle se tient deux fois par an à Vilnius en Lituanie.
Ce forum a été créé en mars 2016 par Garry Kasparov et Ivan Tyutrin (ancien directeur exécutif du mouvement démocratique russe Solidarnost).
Il vise à proposer une alternative intellectuelle au régime politique actuel en Russie. Selon les organisateurs, « quiconque partage les valeurs de la démocratie et considère la Russie comme faisant partie intégrante de la communauté internationale civilisée peut devenir participant, sponsor et organisateur du Forum ». Ivan Tyutrin a toutefois ajouté que « le seul facteur pouvant entraver une participation est la position du « Crimeanashist », c'est-à-dire être un partisan de l'agression contre l'Ukraine. Ainsi, la participation au forum de personnalités telles que Maria Baronova, Vyacheslav Maltsev et Sergei Udaltsov est impossible.
Au total, depuis mars 2016, 9 conférences (forums) ont eu lieu. Le neuvième forum s'est tenu les 20 et 21 novembre 2020. En raison de la pandémie de coronavirus et de la fermeture des frontières, il s'est tenu, en direct, sur YouTube.
Parmi les projets de la FSR figurent "Personnel Reserve" (formation de leaders pour une transition démocratique), "Putin's List" (dossiers sur les dirigeants du régime actuel), et la poursuite de la politique de sanctions contre le régime de Poutine, ainsi qu'un Monitoring des persécutions de minorités religieuses.
Ce forum se présente comme appuyé par un large éventail idéologique de participants (libéraux non systémiques, nationaux-démocrates, sociaux-démocrates et libertariens), représentants  diverses organisations et associations politiques (PARNAS, Open Russia, Russia of the Future, mouvement Solidarnost, parti Yabloko, Initiative civique et le parti d'Alexei Navalny).

## Format du forum et participants
Lors de chaque forum, des tables rondes, durant deux jours, abordent des sujets tels que la lutte contre la propagande russe en Russie et à l'étranger, les perspectives de pression internationale sur le régime de Poutine par le biais de sanctions, la situation économique, les relations entre la Russie et l'Occident, la stratégie de l'opposition russe sous le régime actuel du pays.
Pour être membre du forum, il faut fournir lors de son inscription deux recommandations d'hommes politiques, de militants de l'opposition, de journalistes ou de défenseurs des droits humains.
Au fil des ans, Garry Kasparov, Oleg Sentsov, Sergei Guriev, Arkady Babchenko, Gennady Gudkov, Marat Gelman, Evgeny Chichvarkin, Ilya Ponomarev, Olga Romanova, Alfred Koch, Leonid Nevzlin, Masha Gessen, Alexander Goldfarb, Yevgeny Kiselyov, Leonid Gozman, Roman Dobrokhotov, Andrey Illarionov, Vladislav Inozemtsev, Alexey (Professeur) Lebedinsky, Mark Feygin, Andrei Soldatov, Artemy Troitsky, Maria Alyokhina, Alexander Morozov, Ayder Muzhdabaev, Valentyn Nalyvaichenko, Vygaudas Ušackas, Andrey Piontkovsky, Andrius Kubilius, Igor Chubais, Lev Chubais Mikhail Krutikhin, Boris Raitschuster, Yevgeniya Chirikova, Bozhena Rynska, Mikhail Svetov, David Satter, Tomas Venclova, Alexander Kynev, Elena Fanailova, Lilia Shevtsova, Konstantin Eggert, Andrei Sannikov, Arkady Yankovsky, Igor Eidman, Elena Lukyanova, Igor Yakovenko, Sergey Gulyaev ont participé au forum.

### 7eForum
Il a eu lieu les 8 et 9 juin 2019 dans la ville de Trakai, à 26 kilomètres de Vilnius.
Il a été suivi par des représentants de 60 régions de Russie. Fin mai, un nombre record de participants se sont inscrits au Forum - 442 (la majorité sont des résidents de Russie), ce qui indique la montée du mouvement d'opposition.
Une déclaration introductive a été lue avant le début des travaux du FSR, concernant la détention de l'envoyé spécial de Meduza, Ivan Golunov. .
Les grands thèmes du 7e :
- Changer les attitudes du public en Russie
- L'Ukraine après les élections présidentielles et les perspectives des relations russo-ukrainiennes
- Russophilie ou russophobie ?
- Le terrorisme de l'information de la télévision de Poutine, et ses victimes
- Nouvelles formes d'activisme civique en Russie
- Pouvoir et société : les frontières d'une coopération acceptable
- Biélorussie et problèmes de sécurité en Europe de l'Est
- Y-a-t-il une "aile droite" dans la politique russe ?
- L'avenir de la Russie : désintégration ou préservation d'un seul État [7]

Des membres du gouvernement tatar en exil ont demandé au Forum Russie libre de reconnaître l'indépendance des républiques d' Idel-Oural. En réponse, le comité éditorial du Forum a publié un commentaire de Vadim Sidorov, critiquant cette demande en raison du manque de volonté exprimée par les peuples concernés et en raison de la forte proportion de la population russe dans ces territoires. Sidorov a suggéré de discuter de cette question lors de la formation d'une fédération renouvelée ou d'un autre Commonwealth de nouveaux États sur le site de l'actuelle fédération de Russie.
Par un vote universel des participants du 7e Forum, il a été décidé d'élargir les sanctions "Liste de Poutine" de 28 personnes.
Des candidatures ont été acceptées pour apporter des soutiens au journaliste détenu Ivan Golunov, ainsi qu'aux militants de Russie ouverte, contre lesquels des poursuites pénales ont été engagées.
Les participants ont voté à l'unanimité la résolution appuyant l'initiative de la communauté de Toronto visant à nommer une rue du parc Earl Bales en l'honneur de Boris Nemtsov.

### 8eForum
Les 9 et 10 novembre 2019, le 8e Forum Russie libre s'est tenu à Vilnius. Plus de trois cents personnes s'y sont rassemblées, dont 68% venaient de Russie et 32% représentaient l'émigration politique russe. Les discussions ont notamment été suivies par  Garry Kasparov, Oleh Sentsov, Lev Ponomaryov, Marat Gelman et d'autres.
Les sujets clés ont compris : le changement et le développement de l'appareil répressif et les moyens de résister à la répression ; les stratégies possibles de l'opposition russe en matière de participation aux élections ; les dernières élections à la Douma de Moscou ; les protestations environnementales dans les régions ; la situation économique en Russie ; les perspectives d'évolution du conflit russo-ukrainien dans le Donbass, les perspectives et menaces à l'intégration de la Russie et de la Biélorussie.
Le forum a commencé par un hommage à la mémoire du chef de l'opposition récemment décédé, Vladimir Boukovski puis, des militants et des politiques des régions ont parlé de leurs activités et de leurs perspectives.
En l'honneur du 30e anniversaire de la chute du mur de Berlin, les participants ont débattu des raisons de l'effondrement des régimes communistes.
Plusieurs personnes figuraient sur la "liste de Poutine", notamment les juges ayant rendu le verdict sur les accusés dans " l'affaire de Moscou ", et les enquêteurs.
Le journaliste Dmitry Zapolsky a présenté son livre "Putinburg". L'auteur y montre comment le système de gestion qui existe actuellement en Russie a été créé à Saint-Pétersbourg.
Le 9e forum a été annoncé pour mai 2020 à Vilnius .

### 9ème forum
En raison de la pandémie de Covid-19, il s'est déroulé en ligne.
Il a été suivi par Sergei Guriev, Garry Kasparov, Leonid Gozman, Mikhail Krutikhin, Elena Lukyanova, Gennady Gudkov, Olga Romanova, Andrei Soldatov, Alexander Kynev, Andrey Piontkovsky, Leonid Nevzlin, Lev Ponomaryov, Andrey Illarionov, Konstantin Eggert, Ilya Ponomarev, Vladislav Inozemtsev, Boris Reitshuter, Alexander Morozov, Andrei Sannikov, Marat Gelman, Igor Yakovenko, Yevgeniya Chirikova, Irina Borogan et d'autres.

## Comité permanent du Forum
En 2018, le Comité permanent du Forum Russie libre a été créé. Il comprenait Vladimir Ashurkov, Marat Gelman, Andrey Illarionov, Garry Kasparov, Daniil Konstantinov, Leonid Nevzlin, Ilya Ponomarev, Andrei Sidelnikov, Ivan Tyutrin, Mark Feygin et Yevgeniya Chirikova.
En mars 2019, le Comité permanent du Forum Russie libre s'est adressé à la chancelière allemande Angela Merkel pour lui demander d'empêcher la mise en œuvre du projet Nord Stream 2 . "Avec Nord Stream 2, l'approvisionnement en gaz russe de l'UE dépendra dangereusement des relations bilatérales entre Moscou et Berlin", indique la lettre ouverte.
Le Comité permanent accepte les déclarations sur les questions politiques actuelles. Ainsi, en 2019, le Comité a annoncé la reconnaissance de Juan Guaidó en tant que président par intérim légitime du Venezuela, a félicité le peuple et le nouveau président ukrainien Volodymyr Zelensky pour le succès des élections  (Vladimir Poutine n'a pas envoyé de félicitations), Condamné la dispersion des manifestations du 1er mai dans plusieurs villes de Russie, la dispersion des manifestants à Ekaterinbourg (contre la construction d'une église) et dans l'oblast d'Arkhangelsk (contre la construction d'une décharge), condamné la dispersion d'un rassemblement en faveur des candidats de l'opposition indépendante aux élections à la Douma de Moscou, a condamné les condamnations des participants à la soi-disant « affaire de Moscou », les qualifiant d'injustes et dictées par la volonté du régime du Kremlin de détruire tout centre de résistance à la dictature électorale de Vladimir Poutine en Russie.

## "La liste de Poutine"
En décembre 2017, les participants au forum ont compilé la "Liste de Poutine" qui regroupe alors plus de trois cents noms, répartis en 12 catégories. Il s'agit de responsables russes, d'hommes d'affaires éminents, de journalistes d'État et de médias proches du Kremlin, qui, selon les auteurs de cette liste, sont responsables d'usurpation du pouvoir, de violation des droits de l'homme, de corruption, d'agression militaire et de propagande haineuse.
En 2018, les membres du Comité permanent du Forum, Mark Feygin et Ivan Tyutrin, se sont rendus à Washington, DC pour présenter la Liste aux agences américaines responsables.
En avril 2019, il a été annoncé que la base de données « Liste de Poutine » a été mise en ligne sur un site Web spécial www.spisok-putina.org, avec des dossiers détaillés incluant des biographies et une description des actions des accusés ayant conduit à leur inclusion dans la base de données. Un an plus tard, en avril 2020, le site a été bloqué par Roskomnadzor.
Les dossiers de cette base de données sont répartis dans les catégories suivantes (certaines personnes sont répertoriées dans plusieurs catégories) :
- propriétaires
- exécuteurs testamentaires
- « destructeurs de droits& »
- agresseurs
- les bénéficiaires
- oligarques et fonctionnaires corrompus
- propagandistes
- complices

La base de données est régulièrement mise à jour avec de nouveaux dossiers, dont il est rendu compte dans les actualités du site.
Au 30/12/2019, selon le compteur du site, la base de données contenait des informations sur 375 personnes.
Les ajouts à la liste Poutine se font par vote ouvert des participants aux forums en personne En décembre 2018, lors du 6e FSR, 93 nouvelles personnes ont été incluses dans la liste, et en juin 2019 lors du 7e forum, la liste a été mise à jour avec 28 autres personnes,.
Lors du 7e FSR, Oleg Kachine a été inclus dans la liste de Poutine pour complicité dans la propagande du régime Poutine par utilisation de son statut de publiciste autoritaire et populaire pour légitimer la politique néo-impériale agressive des dirigeants russes. Lors de la discussion sur la "candidature" d'O. Kashin, les opinions des participants au forum étaient partagées, mais une majorité de votants a soutenu l'inclusion. Les membres du Comité permanent FSR Leonid Nevzlin et Mark Feygin se sont prononcés en faveur de l'introduction alors que Marat Gelman s'est activement s'y opposait 
57 personnes ont été ajoutées à la Liste de Poutine lors du 8e Forum. Parmi les nouveaux accusés : le présentateur de télévision Tigran Keosayan, le designer Artemy Lebedev, ainsi que des juges et des enquêteurs impliqués dans l'affaire de Moscou.
En décembre 2019, les représentants du Forum Russie libre Andrey Illarionov, Ilya Ponomarev et Ivan Tyutrin ont présenté la liste Poutine mise à jour au Congrès américain et à plusieurs autres départements américains. Comme l'a dit l'un des membres de la délégation, Ivan Tyutrin, une attention particulière a été accordée au "cas de Moscou" dans le rapport mis à jour.
Les représentants du Forum prévoient de transmettre des informations sur le prochain processus politique en Russie, en nommant par leur nom les personnes responsables de la dispersion violente de manifestations pacifiques et de la fabrication d'affaires pénales contre des militants civils.

## Expulsion de l'équipe de tournage de VGTRK de Lituanie
Le premier Forum Russie libre, tenu en mars 2016, a été marqué par un scandale : dans l'un des hôtels de Vilnius, une bagarre a éclaté avec la participation de Bozena Rynska et des employés de la chaîne de télévision publique Russia 24. À la suite de cela, tous les membres de l'équipe de télévision ont été expulsés de Lituanie avec la mention " menace possible pour la sécurité nationale ". Les journalistes expulsés ont également été interdits d'entrée dans le pays.
La situation avec l'expulsion a été réagi au ministère russe des Affaires étrangères. La représentante officielle du département, Maria Zakharova, a commenté la situation comme suit : "Une fois de plus, nous sommes obligés de déclarer que les autorités lituaniennes poursuivent leur politique d'introduction d'une censure totale dans le pays et d'éradication de toute dissidence".
Les journalistes expulsés ont contesté la décision d'expulsion devant la Cour européenne des droits de l'homme, accusant les autorités lituaniennes de violer la liberté d'expression. La CEDH a adopté une décision à la majorité des voix, jugeant les plaintes des employés de la chaîne de télévision Russie-24 irrecevables et les arguments des autorités lituaniennes fondés. La Cour européenne des droits de l'homme a souligné que les garanties de la liberté d'expression s'appliquent aux journalistes à condition qu'ils agissent de bonne foi, pour diffuser des informations pertinentes, par rapport à des faits, sur la base des principes du journalisme responsable. En l'espèce, la Cour EDH n'a pas reconnu le comportement des requérants en tant que tel.

## Blocage de sites en Russie
Le 22 février 2019, Roskomnadzor a bloqué le site Web du Forum forumfreerussia.org sur le territoire de la fédération de Russie.
La décision de blocage a été prise par le tribunal Tagansky de Moscou, sur la base de l'article 15.1 de la loi sur l'information - "Diffusion d'informations interdites" .

## Action en justice
Le 2 décembre 2019, le tribunal régional de Vilnius a satisfait à la plainte du journaliste et blogueur ukrainien Anatoly Shariy contre le Forum de la Russie libre en raison de la publication de calomnies à son encontre. Il devrait toucher 3 000 euros et 1 200 euros de frais de justice .